# 2006 FIFA World Cup
2006 FIFA World Cup è un videogioco edito dalla Electronic Arts, dedicato ai Mondiali di Germania 2006. Nell'edizione italiana è raffigurato sulla copertina Alessandro Del Piero, con accanto la Coppa del Mondo (il simbolo per eccellenza dei campionati mondiali di calcio).

## Modalità di gioco
Si può giocare in modalità amichevole o iniziare un torneo. Si possono scegliere fino a 8 compagini ma di una sola zona di qualificazione. Ci sarà anche un "Passaporto EA" in cui sono elencati i distintivi delle nazionali battute. Il commento è di Fabio Caressa e Giuseppe Bergomi (sono registrate però molte frasi dette da Bruno Longhi nella serie FIFA).
Si può iniziare in modalità torneo con 126 nazionali a disposizione e iniziare la fase di qualificazione disputando, oltre alle gare ufficiali, numerose amichevoli. In alternativa si inizia la fase finale del mondiale con le 32 squadre partecipanti.
In seguito alla vittoria su una determinata squadra, oppure a rimonte, gol segnati, fair play, completamento zone (battere tutte le squadre di un continente) si hanno dei punti spendibili in palloni (tra cui i celebri Telstar, Tango, Etrusco e Fevernova), divise storiche delle squadre maggiori, scarpini, bonus (muri invisibili, rallentatore, zero falli) e giocatori storici, tra cui figurano gli italiani Gianni Rivera, Giacinto Facchetti, Franco Baresi e Bruno Conti e altri celebri come Franz Beckenbauer, Zico, Pelé e Hugo Sánchez.